# Lycaeides argyroela
Lycaeides argyroela är en fjärilsart som beskrevs av Johann Andreas Benignus Bergsträsser 1779. Lycaeides argyroela ingår i släktet Lycaeides och familjen juvelvingar. Inga underarter finns listade i Catalogue of Life.